# Augustin Fliche
Augustin Fliche (* 19. November 1884 in Montpellier; †  19. November 1951 ebenda) war ein französischer Historiker, der sich vor allem mit mittelalterlicher Kirchengeschichte befasste. 
Augustin Fliche war Professor an der Universität Montpellier. Außerdem war er 1925 bis 1927 und 1946/47 Gastprofessor in Löwen. Sein Hauptwerk ist die von 1924 bis 1937 veröffentlichte dreibändige Darstellung La réforme grégorienne. Dabei prägte Fliche den Begriff der „gregorianischen Reform“, der seither vielfache Resonanz gefunden hat. Fliche verfasste eine Biographie von Philipp I. von Frankreich. Er schrieb auch Gesamtübersichten über mittelalterliche Geschichte. Fliche war ab 1935 mit Victor Martin Herausgeber der französischsprachigen Reihe zur Kirchengeschichte Histoire de l’église depuis les origines jusqu’à nos jours. 1941 wurde er Mitglied der Académie des Inscriptions et Belles-Lettres.

## Schriften
- La Règne de Philippe Ier, roi de France (1060–1108). Paris, Société française d’imprimerie et de librairie, Paris 1912, (Paris, Universität, Thèse de doctorat, 1911; Digitalisat).
- Les Vies de Saint Savinien. Premier évêque de Sens. Étude critique suivie d’une édition de la plus ancienne vita. Société française d’Imprimerie et de Librairie, Paris 1912, (Paris, Universität, Thèse complémentaire pour le doctorat, 1911; Digitalisat).
- Études sur la polémique religieuse à l’époque de Grégoire VII. Les prégrégoriens. Société française d’Imprimerie et de Librairie, Paris 1916, (Digitalisat).
- Saint Grégoire VII. J. Gabalda, Paris 1920, (Digitalisat der 2. Ausgabe (im Jahr der Erstausgabe)).
- La Réforme grégorienne. 3 Bände. Spicilegium Sacrum Lovaniense u. a., Löwen u. a. 1924–1937.
  - Band 1: La formation des idées grégoriennes (= Spicilegium sacrum Lovaniense. 6, ISSN 0775-3357). 1924;
  - Band 2: Grégoire VII (= Spicilegium sacrum Lovaniense. 9). 1924;
  - Band 3: L’opposition antigrégorienne (= Spicilegium sacrum Lovaniense. 16). 1937.
- La Chrétienté médiévale. (395–1254) (= Histoire du monde. Bd. 7, 2). Boccard, Paris 1929.
- L’Europe occidentale de 888 à 1125 (= Histoire générale. Histoire du moyen âge. Bd. 2). Presses Universitaires de France, Paris 1930.
- La Réforme grégorienne et la reconquête chrétienne. (1057–1123) (= Histoire de l’église. Depuis les origines jusqu’à nos jours. Bd. 8). Bloud & Gay, Paris 1946.
- La querelle des investitures. Aubier, Paris 1946.
- mit Raymonde Foreville und Jean Rousset: Du premier concile du Latran à l’avènement d’Innocent III. (1123–1198) (= Histoire de l’église. Depuis les origines jusqu’à nos jours. Bd. 9, 1–2). 2 Teilbände. Bloud & Gay, Paris 1948–1953.
- mit Christine Thouzellier und Yvonne Azais: La Chrétienté romaine. (1198–1274) (= Histoire de l’église. Depuis les origines jusqu’à nos jours. Bd. 10). Bloud & Gay, Paris 1950.